# 萬年耀鯰
萬年耀鯰，為輻鰭魚綱鯰形目塘虱魚科的其中一種，分布於非洲剛果河下游流域，棲息在水底，體長可達15公分。

## 扩展阅读
維基物種上的相關：萬年耀鯰